# Cultura d'Andrónovo
La cultura d'Andrónovo és un conjunt de cultures locals similars de l'edat del bronze que floriren al voltant del 2100-1400 aC a Sibèria occidental i a la part occidental de l'estepa asiàtica. Probablement, hauria de ser qualificat com a complex arqueològic o horitzó arqueològic. El nom prové del poble d'Andrónovo (55° 53′ N, 55° 42′ E / 55.883°N,55.700°E), on el 1914 es descobriren unes quantes tombes, amb esquelets en posicions arrupides, enterrats amb ceràmica ricament decorada.
Dues subcultures s'han distingit de llavors ençà, i durant aquests temps la cultura s'expandeix cap al sud i l'est: 
- Alakul (1800–1400 aC)
- Fedorovo (1700–1300 aC)

L'abast geogràfic de la cultura és vast i difícil de traçar exactament. Als seus límits occidentals, s'encavalca amb l'aproximadament contemporània cultura de Srubna en l'interfluvial Ural-Volga. A l'est, arriba a la depressió de Minusinsk, i a l'extrem l'oest als Urals del sud, on s'encavalca amb l'àrea de l'anterior cultura d'Afanasevo. Altres jaciments s'escampen ben lluny cap al sud, com ara el Kopet Dag (Turkmenistan), el Pamir (Tadjikistan) i el Tian Shan (Kirguizstan). El límit del nord correspon a l'imprecís començament de la taigà. A la conca del Volga, la interacció amb la cultura de Srubna fou la més intensa i duradora, i la ceràmica d'estil Federovo es troba tant a l'oest com a Volgograd.
Cap a la meitat del mil·lenni II aC, les cultures d'Andrónovo es comencen a moure intensament cap a l'est. Extreien els dipòsits de mena de coure al massís de l'Altai i vivien en pobles de com a màxim deu cases soterrades de fins a 30 m per 60 m. Els enterraments es feien en cistes o closos de pedra de pedra amb cambres enterrades de fusta.
En altres aspectes, l'economia era pastoral, basada en cavalls, ovelles i cabres. Tot i que s'especula amb usos agrícoles, no se n'han presentat proves clares.
La majoria dels investigadors associen l'horitzó d'Andrónovo amb les primeres llengües indoiranianes, encara que poden haver encavalcat l'àrea de les primeres llengües uralianes al seu extrem nord.

## Andrónovo i indoiranians
La cultura d'Andrónovo està associada fortament amb els indoiranians i se li atribueix sovint la invenció de la roda de radis del carro de guerra al voltant de 2000 aC. La cultura Andrónovo és també notable pels avenços regionals en la metal·lúrgia.
Sintaixta és un jaciment a l'Ural superior famós per les ofrenes funeràries, especialment els enterraments de carros de guerra amb radis. Aquests enterraments eren en kurgans i incloïen tot o les parts d'animals (cavalls i gossos) dipositats al túmul. Sintaixta s'assenyala sovint com el principal jaciment protoindoiranià, i s'hi conjectura que la llengua parlada era encara en l'etapa protoindoiranianes. Hi ha jaciments similars a l'estepa Volga-Ural.
La identificació d'Andrónovo com a indoiranià ha estat desafiada pels estudiosos, que qüestionen l'absència de les tombes de fusta característiques de les estepes al sud de l'Amudarià o al sud de la regió entre Kopet Dag i Pamir-Karakorum. Sarianidi afirma que "les dades arqueològiques directes des de Bactria i Margiana indiquen sense cap ombra de dubte que les tribus d'Andrónovo penetraven com a mínim als oasis de Bactria i Margiania".
Basant-se en el seu ús per indoaris a Mitanni i l'Índia dels vedes, l'absència prèvia al Pròxim Est i Harappan India fins als segles XVI i XVII aC al jaciment Andrónovo de Sintaxta, Kuzmina sosté que el carro de guerra corrobora la identificació d'Andrónovo com a indoiranià; en canvi, Klejn i Brentjes ho troben massa tardà per a una identificació indoiraniana, perquè els carros aris apareixen a Mitanni del segle XVI al XVI aC. Tanmateix, s'ha datat un enterrament de carro al llac Krivoye al voltant del 2000 aC.
Mallory admet la dificultat extraordinària de demostrar l'expansió des d'Andrónovo fins al nord de l'Índia, i els intents de connectar els indoaris amb els jaciments de les cultures Beshkent i Vakhsh "només aconsegueix l'indoiranià a Àsia central, però no fins als medes, perses o indoaris".
Eugene Helimski ha suggerit que els Andrónovo parlaven una branca separada del grup indoiranià, afirmant que els préstecs en les llengües ugrofineses confirmen aquesta idea. Una possibilitat alternativa per a la llengua dels Andrónovo pot ser el Buruixaski (ara parlat en Kashmir) o la llengua elamita.
Tot i que formes antigues de paraules indoiranianes es troben en llengües uralianes i protoienisseiques i algunes altres llengües perdudes, no es pot treballar en el seu conjuntament, almenys a l'àrea Andrónovo.

## Etapes
La cultura Sintashta-Petrovka fou succeïda per la cultura Fedorovo (1400-1200 aC) i la cultura Alekseyevka (1200-1000 aC), considerades com a part de l'horitzó Andrónovo.
Al sud de Sibèria i al Kazakhstan, la cultura Andrónovo fou succeïda per la cultura de Karasuk (1500-800 aC), que a vegades es classifica com no indoeuropea, i a vegades com a específicament protoiraniana. A la seva frontera occidental, fou succeïda per la cultura de Srubna, que deriva parcialment de la cultura d'Abashevo. Els primers pobles associats a l'àrea són els cimmeris i saka/escites, que apareixen en registres assiris després de la decadència de la cultura Alekseyevka, que van emigrar a Ucraïna cap al segle ix aC i travessà el Caucas cap a Anatòlia i Síria a finals del segle viii aC, i possiblement també cap a l'oest d'Europa, com els tracis i el siginins, ubicats per Heròdot més enllà del Danubi, al nord del Tracis, i per Estrabó prop de la mar Càspia. Tant Heròdot com Estrabó els identifiquen com a iranians.

## ADN
De les 10 restes de mascles humans assignats a l'horitzó Andrónovo a la regió de Krasnoyarsk, 9 posseïen l'haplogrup R1a del cromosoma Y i un l'haplogrup C del cromosoma Y. L'ADN mitocondrial de nou individus assignats al mateix horitzó Andrónovo i regió foren: U4 (2 individus), U2e, U5a1, Z, T1, T4, H, i K2b.
Un 90% dels haplogrups d'ADN mitocondrial de l'edat del bronze eren d'origen de l'oest d'Euràsia i l'estudi determinava que, com a mínim, un 60% dels individus (de les 26 mostres d'individus de l'edat del bronze) tenien cabells clars i ulls blaus o verds.
Un estudi de 2004 també establia que, durant les edats del bronze i el ferro, la majoria de la població del Kazakhstan era d'origen eurasiàtica occidental (amb haplogrups d'ADN mitocondrial com U, H, Hv, T, mi i W), i que abans dels segles de XVII al XII aC, totes les mostres kazajes pertanyien a llinatges europeus.